# Saules (Berna)
Saules es una comuna suiza del cantón de Berna, situada en el distrito administrativo del Jura bernés. Limita al norte con la comuna de Sornetan, al este con Souboz y Loveresse, al sur con Reconvilier, y al oeste con Saicourt.
Hasta el 31 de diciembre de 2009 situada en el distrito de Moutier.

## Historia
De 1797 a 1815, Saules perteneció a Francia, la comuna hacía parte del departamento de Monte Terrible, y a partir de 1800, al departamento del Alto Rin, al cual el departamento de Monte Terrible fue anexado. En 1815, luego del Congreso de Viena, el territorio del antiguo Obispado de Basilea fue atribuido al cantón de Berna.
Actualmente Saules se encuentra en uno de los tres distritos francófonos del cantón de Berna que forman la región del Jura bernés.